# Neduntivu
Neduntivu ou Neduntheevu (em neerlandês:  Delft, em tâmil:  நெடுந்தீவு, em cingalês:  ඩෙල්ෆ්ට්) é uma ilha com cerca de 50 km² no estreito de Palk, no norte do Sri Lanca.